# Monster Warriors
A Monster Warriors ("Szörnyharcosok") egy kanadai sorozat, amelyet Wilson Coneybeare készített a YTV számára. 

## Cselekmény
A műsor négy fiatal harcosról szól, akik a ZS-kategóriás, olcsó filmeket gyártó Klaus von Steinhauer és a szörnyei ellen harcolnak. Steinhauer ugyanis nem egy egyszerű filmrendező: életre tudja kelteni a szörnyeket az igencsak olcsó mozgóképeiből. A második évadban is Steinhauer ellen harcolnak, ám most már egy szörnygyártó gép ellen is meg kell küzdeniük. 

## Közvetítés
A műsor 2 évadot élt meg 52 epizóddal. Kanadában a YTV vetítette, Magyarországon a Jetix tűzte műsorára. Magyar bemutató ismeretlen. Amerikában/Kanadában 2006. március 18.-tól 2008. július 26.-ig vetítették. Akadnak kritikák, amelyek a Power Rangers és a Szellemirtók(Ghostbusters) koppintásának, utánzatának tartja a sorozatot. A kritikák többnyire negatívak voltak a műsorral kapcsolatban.